# Gare du Nord (stație de premetrou din Bruxelles)
fr  Gare du Nord / nl  Noordstation este o stație a premetroului din Bruxelles situată în subsolul Gării Bruxelles Nord, al cărei nume îl poartă. Stația se găsește în comuna Schaerbeek din Regiunea Capitalei Bruxelles.

## Istoric
Stația Gare du Nord / Noordstation a fost deschisă pe 4 octombrie 1976 și reprezintă capătul de linie al axei de premetrou Nord-Sud (anterior numită Linia 3) a Metroului din Bruxelles. Prin stație circulă tramvaiele liniilor 3, 4, 25, 32 și 55.
Între 2006 și 2013, zona peroanelor a fost renovată printr-un proiect încredințat biroului de arhitectură GS3. Renovarea nu a fost una de profunzime, dar a fost refăcută pardoseala și au fost adăugați doi mari pereți care imită o pădure stilizată. Au fost folosite materiale durabile, rezistente la vandalism și la trafic intens.
Au fost prevăzute și amplasamente pentru ascensoare destinate persoanelor cu dizabilități. Ascensoarele propriu-zise vor fi instalate în momentul renovării sălii principale a Centrului de Comunicații Nord.

## Caracteristici
Stația are două două peroane centrale foarte largi și trei linii, din care două sunt dispuse de o parte și de alta a peroanelor, iar a treia între peroane. Cele două linii situate în exteriorul peroanelor sunt folosite de tramvaiele care circulă spre nordul, respectiv spre sudul orașului. Linia din mijloc nu este momentan folosită datorită lucrărilor din Piața Charles Rogier.
Din Gara de Nord accesul în stație este posibil pe scările de beton sau pe scările rulante de la fiecare peron. În partea de nord a gării, de-a lungul străzii Rue du Progrès / Vooruitgangstraat, se află o rampă de ieșire din tunelul de premetrou. De aici tramvaiele continuă să circule la suprafață după ce trec de stația Thomas.

## Linii de tramvai ale STIB în premetrou
- 3 Esplanade - Churchill
- 4 Gare du Nord / Noordstation - Parking Stalle
- 25 Rogier - Boondael Gare / Bondaal Station
- 32 Drogenbos Château / Drogenbos Kasteel - Da Vinci (doar seara, după ora 20:00)
- 55 Rogier - Da Vinci

## Legături

### Linii de autobuz aleSTIB
- 14 Gare du Nord / Noordstation - UZ Brussel (doar ziua, înainte de ora 20:00)
- 15 Gare du Nord / Noordstation - UZ Brussel (doar seara, după ora 20:00)
- 57 Gare du Nord / Noordstation - Hôpital Militaire / Militair Hospitaal
- 58 Yser / Ĳzer - Vilvoorde
- 61 Gare du Nord / Noordstation - Montgomery

### Linii de autobuz aleDe Lijn
- 126 Brussel Noord - Ninove (linie expres)
- 127 Brussel Noord - Dilbeek - Liedekerke - Ninove
- 128 Brussel Noord - Dilbeek - Ninove
- 129 Brussel Noord - Dilbeek
- 212 Brussel Noord - Aalst (linie expres)
- 213 Brussel Noord - Asse - Ternat - Aalst
- 214 Brussel Noord - Asse - Aalst
- 230 Brussel Noord - Grimbergen - Humbeek
- 231 Brussel Noord - Het Voor - Grimbergen - Beigem
- 232 Brussel Noord - Het Voor - Grimbergen - Verbrande Brug
- 240 Brussel Noord - Wemmel Robbrechts
- 241 Brussel Noord - Wemmel - Strombeek Drijpikkel
- 242 Brussel Noord - Wemmel - Asse
- 243 Brussel Noord - Wemmel - Zellik Drie Koningen
- 245 Brussel Noord - Wemmel - Merchtem - Dendermonde
- 250 Brussel Noord - Londerzeel - Liezele - Puurs
- 251 Brussel Noord - Steenhuffel - Londerzeel - Puurs
- 260 Brussel Noord - Nieuwenrode - Willebroek - Puurs
- 270 Brussel Noord - Haacht - Keerbergen
- 271 Brussel Noord - Kortenberg - Erps-Kwerps - Nederokkerzeel
- 272 Brussel Noord - Aeroportul Bruxelles Zaventem - Haacht - Bonheiden
- 318 Brussel Noord - Sterrebeek - Leuven
- 351 Brussel Noord - Kortenberg - Everberg - Leuven
- 355 Brussel Noord - Ternat - Liedekerke
- 358 Brussel Noord - Kortenberg - Leuven
- 410 Brussel Noord - Tervuren - Leuven (linie expres)
- 460 Brussel Noord - Londerzeel - Willebroek - Boom (linie expres)
- 461 Brussel Noord - Tisselt - Boom (linie expres)
- 462 Brussel Noord - Bormen (linie expres)

## Locuri importante în proximitatea stației
- Gara de Nord;
- Cartierul Nord;
- Centrul de Comunicații Nord;

## Galerie de imagini

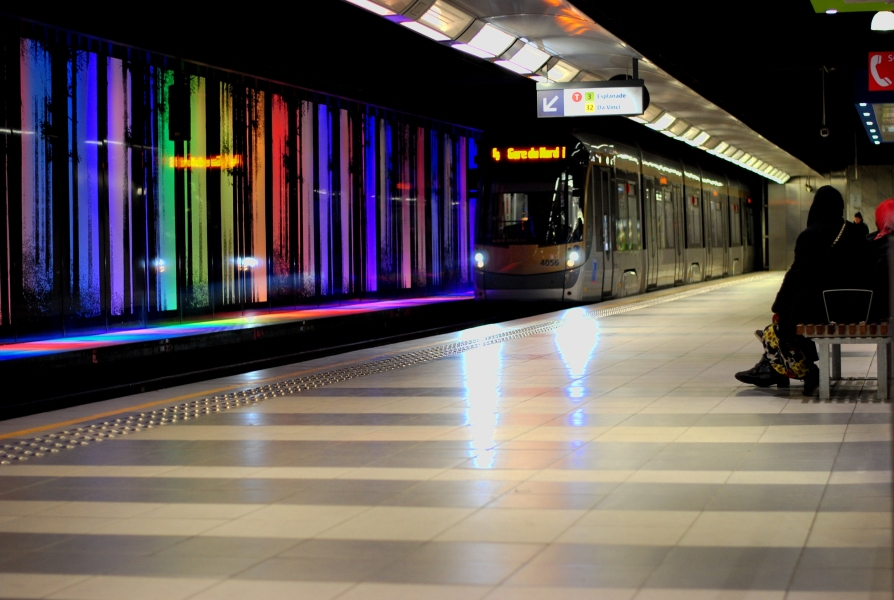
Peroanele stației după renovare.
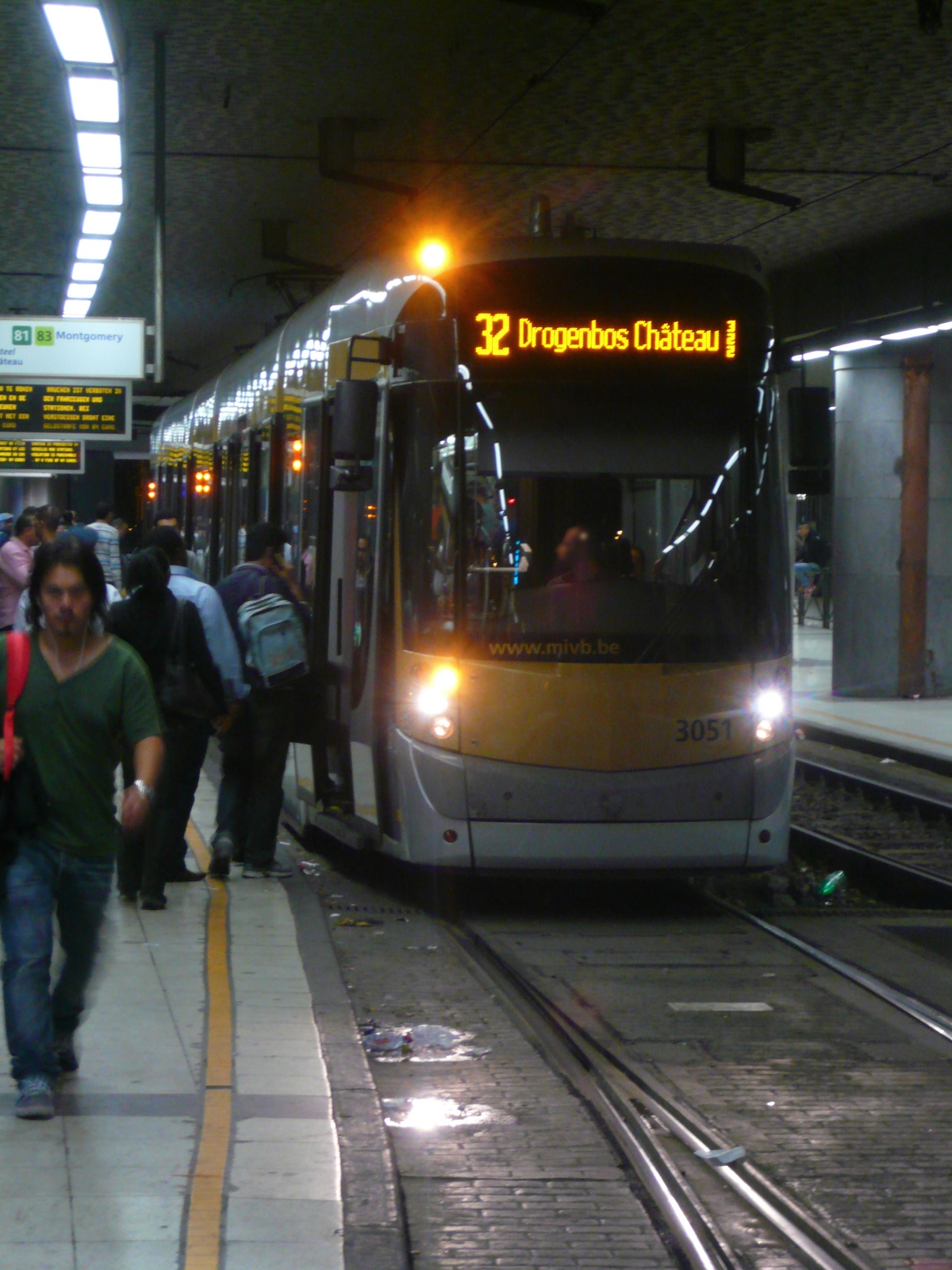
Tramvai al liniei 32 spre Drogenbos Château / Drogenbos Kasteel.
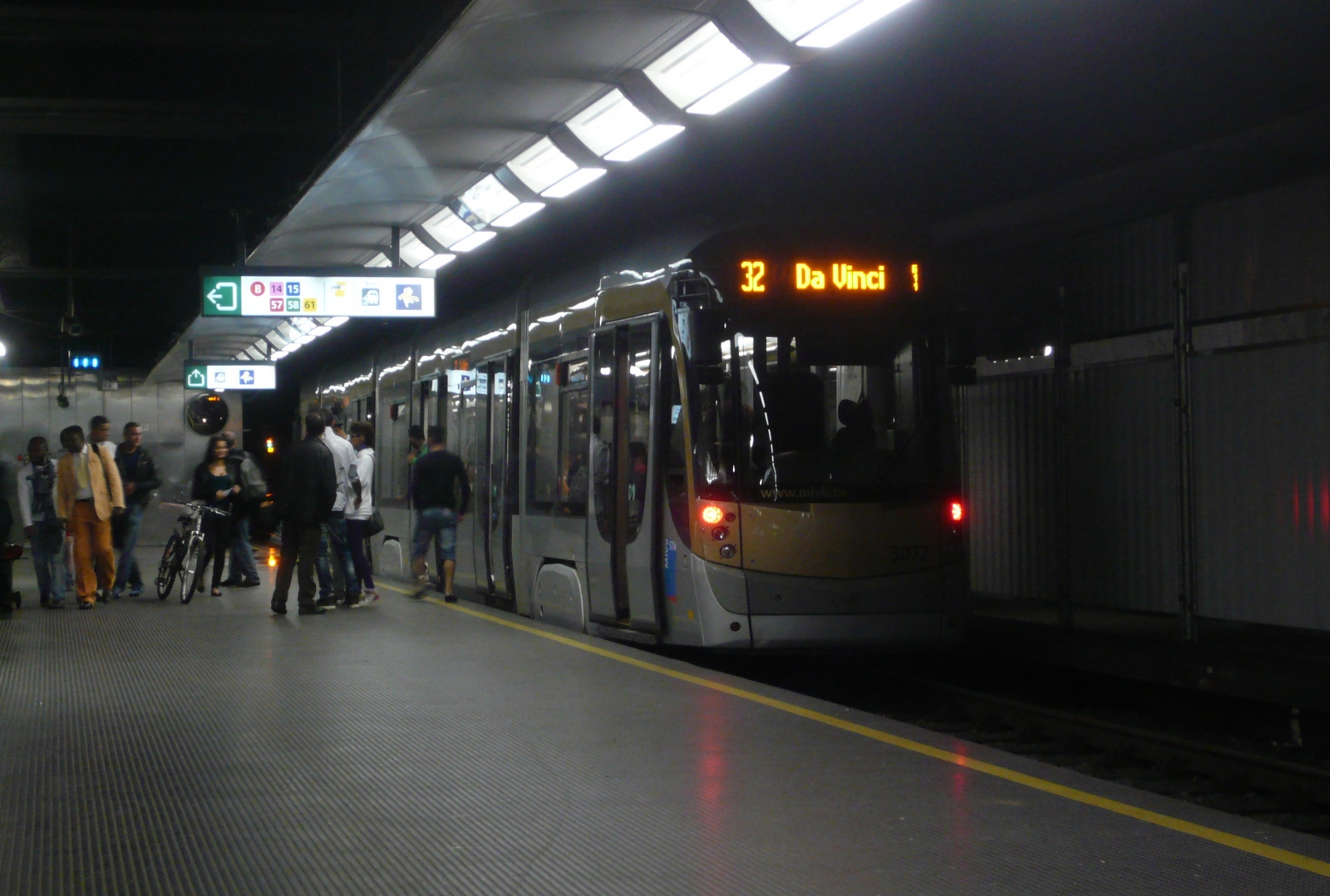
Tramvai al liniei 32 spre Da Vinci.